# Ferdinand Laub
Ferdinand Antonín Laub (19. ledna 1832 Praha-Malá Strana – 17. března 1875 Gries-Quirein, Itálie) byl český houslista, hudební skladatel a pedagog.

## Životopis

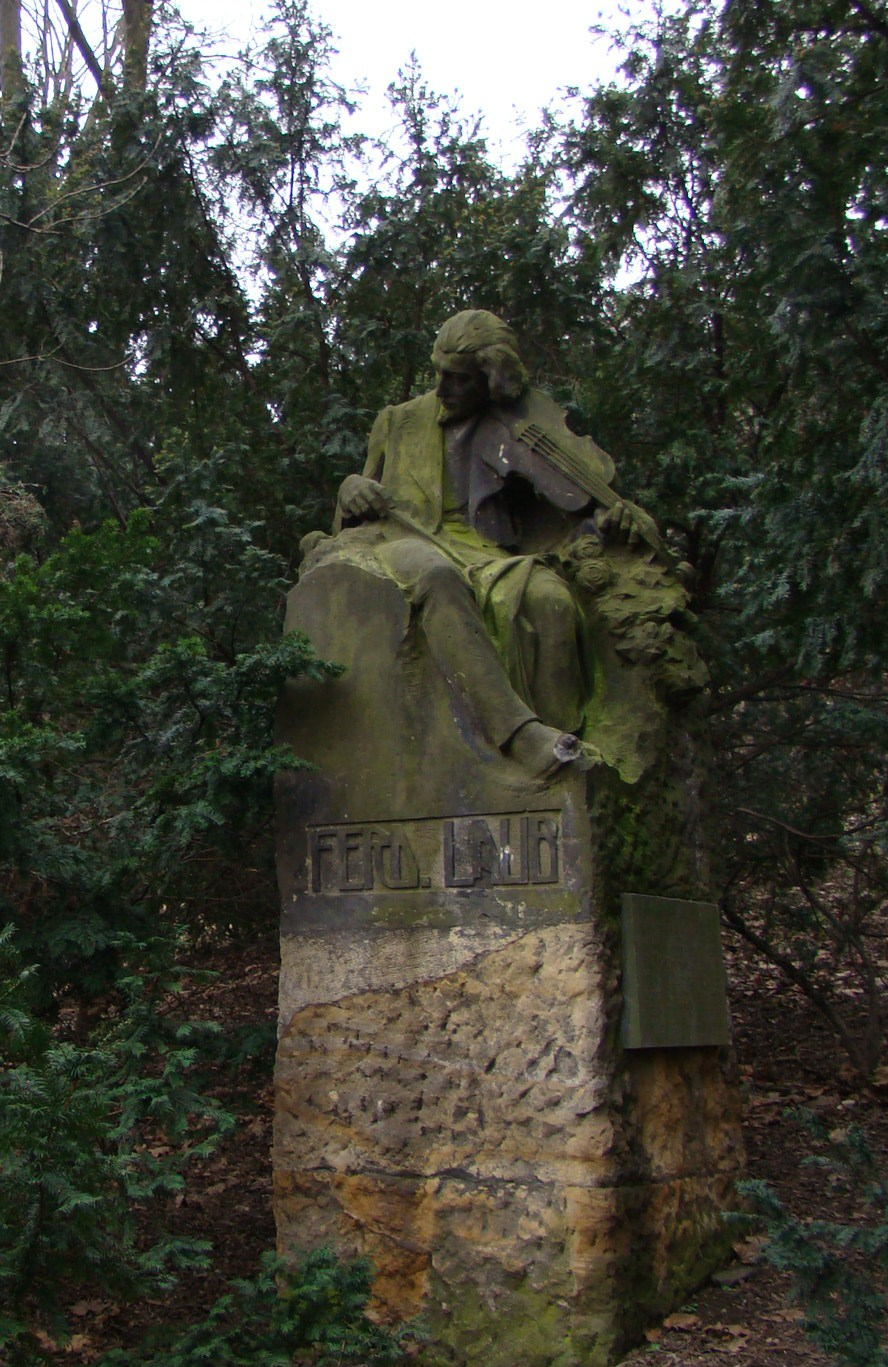
Pomník Ferdinanda Lauba v Seminářské zahradě pod Petřínem

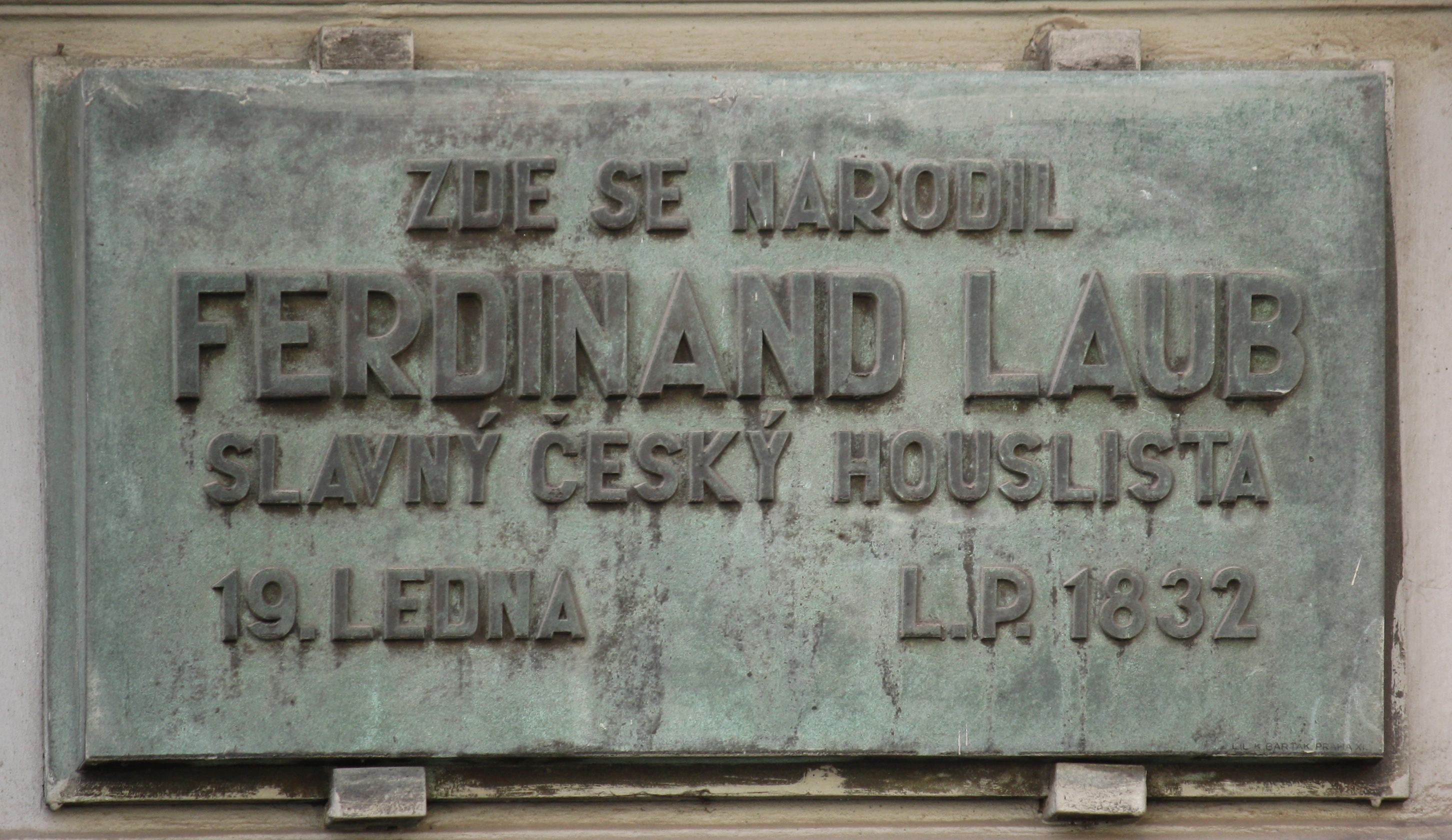
Pamětní deska na Újezdě 37 v Praze na Malé Straně

Narodil se v Praze na Újezdě jako první ze čtyř dětí Františka Erasma Lauba (1794-1863) a jeho manželky Josefy (1797-1863). Jeho otec byl známý učitel hudby a houslista. Mezi jeho vzdálené příbuzné patřil také generál Alois Laub.
Ferdinand byl nadané dítě a s otcem chodil hrát po kavárnách a hostincích. Veřejně vystupoval poprvé ve věku šesti let v hostinci U Doušů na Václavském náměstí a měl velký úspěch. První samostatný koncert měl 27. února 1842. Svou hrou upoutal pozornost houslisty divadelního orchestru a pedagoga Mořice Mildnera, který se nabídl, že bude chlapce bezplatně učit. Přivedl ho také ke studiu na pražské konzervatoři; při jeho absolventském koncertu roku 1846 ve Stavovském divadle byli přítomni Hector Berlioz a Ferenc Liszt. Berlioz byl jeho hrou nadšen a Lauba poté pozval do Paříže. Laub místo toho absolvoval turné po českých a moravských lázních, později s úspěchem hrál na koncertech ve Vídni a dalších rakouských a německých městech. V roce 1848 se vrátil do Vídně, kde po dva roky působil jako sólista divadelního orchestru. Roku 1851 hrál na první Světové výstavě v Londýně v křišťálovém paláci před čtyřmi tisíci posluchači a poté byl oslavován jako virtuóz.  Koncertoval v řadě evropských měst, měly o něj zájem přední panovnické dvory.
V letech 1853 až 1855 působil na podnět Franze Liszta jako koncertní mistr ve Výmaru, kde se roku 1857 oženil s Annou Marešovou a téhož roku pokřtili první ze čtyř dětí, dceru Bellu. Ze zdravotních důvodů (dýchací obtíže) však musel podstoupit léčení v Mariánských Lázních. Odešel do Berlína, kde se stal profesorem na konzervatoři a prvním královským koncertním mistrem dvorní opery.  V letech 1860 až 1865 podnikl řadu koncertních turné – hrál v Praze, Dánsku, Vídni, Petrohradu, Německu, Belgii, Francii, Nizozemí, Norsku a Švédsku. V Göteborgu se roku 1860 setkal s Bedřichem Smetanou a společně s ním uspořádal dva koncerty. Jeho vystoupení, ať už sólová nebo v kvartetu, měla vždy mimořádný ohlas u obecenstva i odborné kritiky. Vynikal brilantní technikou a procítěným přednesem, tón jeho houslí se podobal zpěvu. Tvořil i vlastní skladby, známé jsou hlavně Polonéza a Saltarello. V této době byl na vrcholu své kariéry. Roku 1863 byl jmenován rakouským komorním virtuózem. Námaha spojená s koncerty a cestováním však neprospívala jeho podlomenému zdraví a stále častěji musel vyhledávat lázeňskou léčbu.
Roku 1866 získal místo profesora na moskevské konzervatoři. Petr Iljič Čajkovskij byl Laubovým přítelem a označil jej za největšího houslistu své doby. Na památku tohoto přátelství mu po jeho smrti věnoval svůj třetí smyčcový kvartet č. 2 F Dur.  V Moskvě se Laub krátce usadil s manželkou a třemi dětmi, ale již v únoru roku 1867 se přihlásili k pobytu v Praze v domě čp. 972/II na Senovážném náměstí, kde rodina zůstala a bydlela tam i po jeho smrti. Na moskevské konzervatoři Laub řídil houslovou, komorní i orchestrální třídu a současně pokračoval v koncertní činnosti nejen v Rusku, ale i dalších evropských zemích. Své interpretační umění zakládal na úctě k danému dílu, nehrál na efekt a byl věrný skladatelovu zápisu. Jako pedagog ovlivnil ruskou houslovou školu a vychoval celou řadu houslových virtuózů, například J. M. Davydova, Josefa Kotka, S. Barczewicze, G. Arense. Učil hrát i svého syna Václava (Vášu) Lauba (1857–1911), který se stal skladatelem a učitelem hudby.  Kromě svých pedagogických aktivit a povinných houslových vystoupení občas i dirigoval.

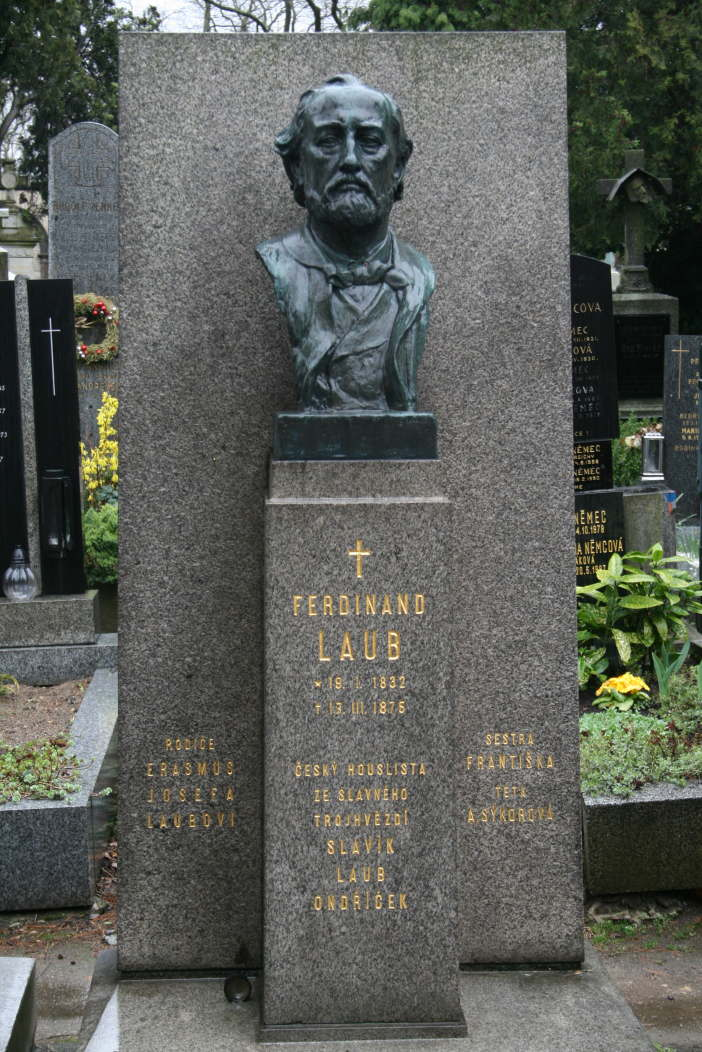
Hrob Ferdinanda Lauba na vyšehradském hřbitově

Ze zdravotních důvodů však Laub musel v roce 1874 svoje povinnosti v Moskvě opustit. Trpěl vleklou chorobou plic a jater. Jeho místo převzal zeť, houslista Jan Hřímalý. Po neúspěšném léčení v Sedmihorkách a Karlových Varech odcestoval do lázní v Meranu, zemřel však po cestě v Griesu nedaleko Bolzana. Bylo mu teprve 43 let.
Ferdinand Laub byl upřímným vlastencem a vždy se hlásil k české národnosti, často koncertoval v Praze i dalších českých městech, pomáhal různým národním spolkům. Tehdejší představitelé města Prahy se však k jeho památce zachovali nevšímavě. Manželka, která byla školenou zpěvačkou, se pokusila získat místo profesorky na konzervatoři, ale byla odmítnuta. Nakonec s dětmi odjela do Moskvy, kde se stala profesorkou Filharmonické školy.  Laubovi potomci žijí v Moskvě.
Po zádušním obřadu v Týnském chrámu dne 24. března 1875 byly Laubovy ostatky nejprve uloženy na Olšanských hřbitovech, kde jeho hrob chátral. Teprve v roce 1950, především zásluhou členů Českého kvarteta, byly přeneseny na Vyšehradský hřbitov. 

## Památky
- Pamětní deska v Praze na Malé Straně, na domě čp. 400/III na Újezdě 37, v místě jeho zbořeného rodného domu.
- Pomník se sochou od Vojtěcha Sapíka z roku 1913 na Malé Straně v Seminářské zahradě , přenesený roku 1950 z Křivoklátu
- Laubova ulice v Praze 3 na Vinohradech, blízko náměstí Jiřího z Poděbrad.